# Physaria angustifolia
Physaria angustifolia är en korsblommig växtart som först beskrevs av Thomas Nuttall, och fick sitt nu gällande namn av O'kane och Al-shehbaz. Physaria angustifolia ingår i släktet Physaria och familjen korsblommiga växter. Inga underarter finns listade i Catalogue of Life.